# Međunarodni dan nebinarnih ljudi
Međunarodni dan nebinarnih ljudi održava se 14. srpnja svake godine. Cilj mu je podići svijest oko problema s kojima se susreću nebinarni ljudi diljem svijeta. Dan je prvi put obilježen 2012. godine. Datum je izabran između Međunarodnog dana muškaraca i Međunarodnog dana žena.
Većina zemalja na svijetu ne priznaje nebinarnost kao pravni rod, što znači da je većina nebinarnih ljudi još uvijek spolno kategorizirana u putovnicama i drugim osobnim dokumentima. Australija, Bangladeš, Kanada, Danska, Njemačka, Indija, Nizozemska i Novi Zeland uključuju nebinarne rodne mogućnosti na putovnicama, a 18 američkih država dopušta stanovnicima da na vozačkoj dozvoli označe svoj spol kao "X".
Nebinarni tjedan je tjedan u kojem se obilježava Dan nebinarnih ljudi koji započinje u ponedjeljak, a završava u nedjelju.

## Poveznice
- Diskriminacija nebinarnih osoba
- Važni datumi za podizanje svijesti o LGBT populaciji
- Rodni identitet
- Rodno izražavanje

## Vanjske poveznice
- Nebinarni tjedan  Arhivirana inačica izvorne stranice od 3. kolovoza 2021. (Wayback Machine)
- 10 načina da se istaknete kao saveznik ne-binarnih ljudi  Arhivirana inačica izvorne stranice od 2. srpnja 2020. (Wayback Machine), Stonewall